# 变色早熟禾
变色早熟禾（学名：Poa versicolor），为禾本科早熟禾属下的一个植物种。其种加词“versicolor”意为“变色的”。